# 特里·塞梅尔

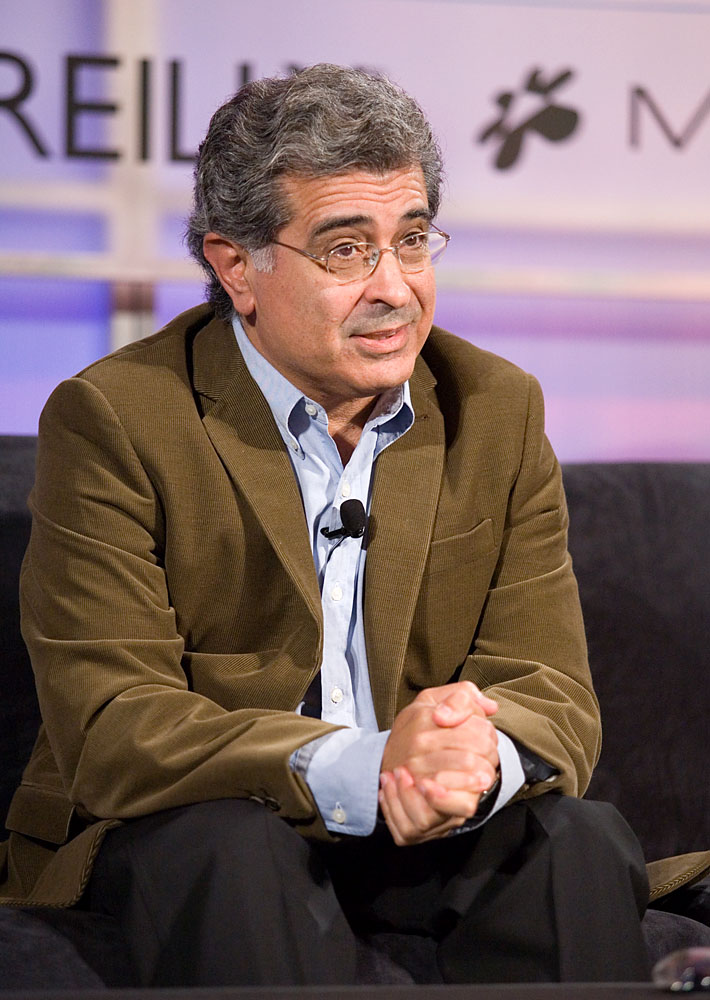
特里·塞梅尔

特里·塞梅尔（Terry Semel，1943年2月24日—）任职于雅虎公司，曾任主席，首席执行官。

## 生平
特里·塞梅尔2001年五月加入雅虎公司，任职主席和首席执行官。他通过对新的机遇的跟踪和坚持成功地领导公司在两大支柱商业领域（市场服务和消费者服务）进行了重大的转变。他同时也组成了一个精英执行团队，监督雅虎公司持续增长的全球用户量，雅虎公司一系列的市场服务的转变，以及一些创造新的利润机遇，包括搜索赞助，列表和其它一些与高速发展的网络一起的服务。
在加入雅虎公司之前，塞梅尔为华纳兄弟公司工作了24年，要重点提出的是，在他作为公司的主席和与他的好搭档罗伯特·戴利联合首席执行官的时候，他们帮助华纳兄弟公司成为世界上最大的和最具创新的媒体与娱乐公司。同雅虎公司一样，华纳兄弟公司通过其大量的稳定的道具在全球达到了数十亿的消费者。塞梅尔将华纳兄弟公司从单一的利润源转变为多利润源的公司，利润也从不到10亿美元增到110亿美元，并把业务推广到求50多个国家。加入华纳兄弟之前，塞梅尔在迪士尼主管戏剧发行部门和哥伦比亚广播公司戏剧发行部门。
塞梅尔现在还出任Polo Ralph Lauren公司，Revlon公司和古根海姆博物馆的董事会。